# Kammanu

Mapa histórico de los reinos luvio-arameos en torno al año 800 a. C., en el que se muestras la localización de Kammanu y Melid.

Kammanu fue un reino luvita y luvitófono parte de los reinos luvio-arameos en el sur central de Anatolia a finales del segundo milenio a. C., y formada por parte de Kizzuwadna después del colapso del Imperio hitita. Su ciudad principal fue Melid.